# Giovanni Battista Visconti Aicardi
Giovanni Battista Visconti Aicardi (Milano, 1645 – Novara, 10 agosto 1713) è stato un vescovo cattolico italiano.

## Biografia
Giovanni Battista Visconti Aicardi nacque nel 1645 dalla nobile famiglia dei Visconti Aicardi di Milano, imparentata con la più nota dei Visconti, figlio di Giovanni Battista e di sua moglie, Ippolita Confalonieri.
Avviato alla carriera ecclesiastica, entrò nell'Ordine dei Chierici Regolari di San Paolo.
Venne nominato vescovo di Novara il 31 maggio 1688, rimanendovi sino alla morte.
Il 27 settembre 1690 consacrò il santuario della Santa Croce, sul Sacro Monte Calvario di Domodossola.
Morì a Novara il 10 agosto 1713.

## Genealogia episcopale
La genealogia episcopale è:
- Cardinale Guillaume d'Estouteville, O.S.B.Clun.
- Papa Sisto IV
- Papa Giulio II
- Cardinale Raffaele Sansone Riario
- Papa Leone X
- Papa Paolo III
- Cardinale Francesco Pisani
- Cardinale Alfonso Gesualdo di Conza
- Papa Clemente VIII
- Cardinale Pietro Aldobrandini
- Cardinale Laudivio Zacchia
- Cardinale Antonio Barberini, O.F.M.Cap.
- Cardinale Marcantonio Franciotti
- Cardinale Giambattista Spada
- Cardinale Carlo Pio di Savoia
- Vescovo Giovanni Battista Visconti Aicardi, B.